# アバ・イン・ジャパン
『アバ・イン・ジャパン』（ABBA in Japan）は、ABBAのライブ・ビデオ。

## 概要
1978年12月16日にTBS系列で放映された特別番組『アバ・スペシャル』及び同年と1980年の来日時のドキュメンタリーを収録。

## 収録曲

### Disc 1
アバ・スペシャル
1. イーグル
2. テイク・ア・チャンス
3. マネー、マネー、マネー
4. SOS
5. ザッツ・ミー
6. タイガー
7. ダンシング・クイーン
8. 恋のウォータールー
9. 悲しきフェルナンド
10. サマー・ナイト・シティ
11. きらめきの序曲
12. ノウイング・ミー、ノウイング・ユー
13. イフ・イット・ワズント・フォー・ザ・ナイツ
14. サンキュー・フォー・ザ・ミュージック

ボーナストラック
1. ビハインド・ザ・シーン1978
2. イフ・イット・ワズント・フォー・ザ・ナイツ（放送用別ミックス）

### Disc 2
1. ビハインド・ザ・シーン1980 （'80コンサート・ツアー・イン・ジャパン）
2. フォト・ギャラリー
3. 日本盤シングル＆アルバム・ジャケット・ギャラリー